# Geervliet
Geervliet est un village dans la commune néerlandaise de Nissewaard, dans la province de la Hollande-Méridionale. Le 1er janvier 2006, le village comptait 1 759 habitants.
Geervliet a été une commune indépendante jusqu'au 1er janvier 1980. À cette date, la commune fusionne avec celles d'Abbenbroek, Heenvliet, Oudenhoorn et Zuidland pour former la nouvelle commune de Bernisse.

## Personnalités liées à Geervliet
- Johannes van Lokhorst (1761-1826), homme politique néerlandais.